# Жилин (Прохоровский район)
Жилин — хутор в Прохоровском районе Белгородской области. Входит в состав Холоднянского сельского поселения.

## География
Находится в северной части Белгородской области, в лесостепной зоне, в пределах юго-западного склона Среднерусской возвышенности, к востоку от автодороги М2, на расстоянии примерно 30 километров (по прямой) к востоку от Прохоровки, административного центра района. Абсолютная высота — 223 метра над уровнем моря.

### Климат
Климат характеризуется как умеренно континентальный, с относительно мягкой зимой и тёплым продолжительным летом. Среднегодовая температура воздуха — 5,4 °C. Средняя температура воздуха самого холодного месяца (января) — −9,2 °C; самого тёплого месяца (июля) — 16,4 — 24,3 °C. Безморозный период длится в среднем 155—160 дней. Годовое количество атмосферных осадков — 527—595 мм, из которых большая часть выпадает в тёплый период.

### Часовой пояс
Хутор Жилин как и вся Белгородская область, находится в часовой зоне МСК (московское время). Смещение применяемого времени относительно UTC составляет +3:00.

## История
В 60-е годы XIX века государственные крестьяне из сел Корочка и Толстое основали хутор Жилин. В 1873 году на хуторе насчитывалось 25 четвертных домохозяев, которые имели землю на правах частной собственности, двое из них носили фамилию Жилины. За 7 последующих лет к хутору присоединилось ещё 7 домохозяйств. С самых ранних пор, хутор славился большими хозяйствами по выращиванию овец. Жилин относился к Троицкому приходу села Корочка.
По архивным данным переписи населения, в 1907 году на хуторе Жилин Скороднянской волости Старооскольского уезда проживали 335 жителей. Работала начальная школа ведомства Министерства народного просвещения.
С приходом коллективизации, в 1930 году на хуторе образуется колхоз им. Калинина. После ликвидации Скороднянского района, Хутор перешел в Холоднянский сельсовет Прохоровского района.
Вплоть до 1968 года на хуторе действовала семилетняя школа, позже дети перешли на обучение в Андреевскую школу. До 1980-х годов работал магазин и действовал клуб, в течение последующих лет население сильно сократилось.

## Население
| 2002 | 2010 |
| ---- | ---- |
| 17   | ↘13  |

### Половой состав
По данным Всероссийской переписи населения 2010 года в гендерной структуре населения мужчины составляли 61,5 %, женщины — соответственно 48,5 %.

### Национальный состав
Согласно результатам переписи 2002 года, в национальной структуре населения русские составляли 100 %.